# 王福义
王福义（1932年3月—），辽宁丹东人，中国人民解放军将领、中国人民解放军中将。 

## 生平
1932年生于安东于家沟的一户贫民家，1948年参军，被安排在第38军，曾参加第二次国共内战和朝鲜战争。1979年，任陆军第38军112师政治委员。1981年至1983年3月，任第38军政治部副主任。1983年3月至1984年1月，升任政治部主任。1984年1月至1985年7月，任第38军副政治委员。1985年7月至1988年4月，任第38集团军纪委专职副书记。1988年4月至1989年12月，任第38集团军政委。1990年4月至1995年7月，任北京军区副政委兼纪委书记。1988年9月被授予少将军衔，1993年7月晋升为中将军衔。
1992年10月，在中共十四大上当选为中央纪律检查委员会委员。